# Sandro Ivessich Host
Sandro Ivessich Host (Milano, 1982) è un tecnico del suono italiano, vincitore di un Ciak d'oro per il migliore sonoro.

## Biografia
Studia a Milano e si trasferisce a Roma dove nel 2005 si diploma al Centro sperimentale di cinematografia. In quell'anno intraprende la carriera cinematografica.

## Filmografia
- Anime nere, regia di Francesco Munzi (2014)
- Mi chiamo Maya, regia di Tommaso Agnese (2015)
- Il permesso - 48 ore fuori, regia di Claudio Amendola (2017)
- C'è tempo, regia di Walter Veltroni (2019)

## Premi e riconoscimenti
- Ciak d'oro
  - 2015 - Migliore sonoro in presa diretta per Anime nere
  - 2017 - Candidatura migliore sonoro in presa diretta per Il permesso - 48 ore fuori